# ニッポン笑顔百景
『ニッポン笑顔百景』（ニッポンえがおひゃっけい）は、ももいろクローバーZ扮するユニット桃黒亭一門（ももくろていいちもん）のシングルである。2012年9月5日に発売された。

## 収録曲
1. ニッポン笑顔百景 [3:57]
歌：桃黒亭一門、作詞・作曲・編曲：前山田健一
歌詞・動画 - 歌ネット 
  - 吉田兄弟が三味線で参加している[1]。”女子が落語”をテーマにしたテレビアニメ『じょしらく』のエンディングテーマ[2]。
  - 2021年、動画投稿アプリのTikTokをきっかけに世界的なヒットとなった（各国のJ-POPチャートで上位にランクインし、オランダ・フィンランド・ギリシャなど19か国では1位を獲得）[3][4]。同曲が流れる『じょしらく』エンディング映像内のダンスをまねて踊ることがトレンドとなり、サッカー選手で元アルゼンチン代表のカルロス・テベスも動画投稿したことが話題となった[5]。
  - これを機に、プライベートでTikTokを愛用していたというメンバーの高城れにが公式アカウントを開設し、現体制のメンバー4名で歌い踊る「ニッポン笑顔百景 -ZZ ver.-（ダブルゼータ バージョン）」を公開した[6]。グループの音源がTikTokで公認されるのはこれが初となる（「ニッポン笑顔百景 -ZZ ver.-」使用動画の一覧）。なおZZ ver.は後に、配信限定アルバム『ZZ’s II』に収録された。
2. ニッポン笑顔百景（客演：林家木久扇） [4:26]
歌：桃黒亭一門、作詞・作曲・編曲：前山田健一
  - 林家木久扇が曲中にて小噺を披露している。
3. もリフだョ! 全員集合 [4:11]
歌：もリフ、作詞・作曲・編曲：前山田健一
歌詞・動画 - 歌ネット 
  - 5月5日に開催された「ももクロの子供祭り2012〜良い子のみんな集まれーっ!〜」にて初披露されたもの。ももクロ扮する「もリフ」名義の楽曲。著作権の切れているザ・ドリフターズ関連の曲をつなぎ合わせた構成となっている（北海盆唄の替歌「ドリフ音頭（チョットだけョ!全員集合）」、ドリフのズンドコ節、故郷の空の替歌「誰かさんと誰かさん」、タブー）。
  - 曲中の「どうも、高城れにです」は高木ブーのネタのパロディー。
4. ベター is the Best [4:14]
歌：未確認少女隊UFI、作詞・作曲・編曲：前山田健一
歌詞・動画 - 歌ネット
  - テレビ東京『ウレロ☆未完成少女』エンディングテーマ。同番組内から生まれた、ももクロ扮するアイドルグループ「未確認少女隊UFI」名義の楽曲。
5. ニッポン笑顔百景（歌無し）
6. もリフだョ! 全員集合（歌無し）
7. ベター is the Best（歌無し）

## 桃黒亭一門
”女子が落語”をテーマにしたテレビアニメ『じょしらく』とのタイアップで生まれ、ももいろクローバーZのメンバー全員で構成されるユニット。日本最古の歴史を誇る鈴本演芸場に歌手として初めて出演し、「ニッポン笑顔百景」を披露した。また、桃黒亭一門メンバーと、じょしらくのキャラクターがフルラッピングされた人力車が浅草と秋葉原にて期間限定で走った。
構成員
- 桃黒亭でこ八（百田夏菜子）
- 桃黒亭腹ぺこりの助（玉井詩織）
- 桃黒亭ぷに丸（佐々木彩夏）
- 桃黒亭ちび太（有安杏果）
- 桃黒亭なめんな（高城れに）

## 演者
ニッポン笑顔百景
- 津軽三味線：吉田兄弟（吉田良一郎・吉田健一）
- 小噺：林家木久扇
- 小噺創作：林家しん平
- プログラミング：前山田健一

もリフだョ! 全員集合 / ベター is the Best
- プログラミング：前山田健一

## カバー
ニッポン笑顔百景
- 鷹富士茄子（森下来奈）・道明寺歌鈴（新田ひより）・依田芳乃（高田憂希） - ゲーム『アイドルマスター シンデレラガールズ スターライトステージ』収録曲。